# 鈴蟲
鈴蟲（學名：Homoeogryllus japonicus，日语：／ Suzumushi）是直翅目蟋蟀科的昆蟲，分布在日本，因鳴叫聲像鈴聲，所以稱作鈴蟲。
食性為雜食性，如草木之葉、小昆蟲遺骸等。

## 分布
北海道（遷入）、東北南部以南之本州、四國、九州。

## 作為「自治体之虫」
日本有多個地方公共團體將鈴蟲視為「自治體之蟲」（自治体の虫）：
- 宮城縣 仙台市
- 千葉縣 市川市
- 長野縣 松川村- 鈴蟲捕獲禁止条例已獲通過